# Bitmunstycke
Bitmunstycke är den del i en dykutrustning som dykaren stoppar i munnen vid andning från en snorkel, regulator eller återandningsapparat. Bitmunstycket kan vara i plast eller gummi. Enda gången man inte använder bitmunstycke vid dykning är när man dyker med helmask.
Det finns många olika bitmunstycken med olika former för att passa olika personer. 